# Escala de Mohs
Escala de Mohs quantifica a dureza dos minerais, isto é, a resistência que um determinado mineral oferece ao risco, ou seja, à retirada de partículas da sua superfície.
O diamante risca o vidro, portanto, é mais duro que o vidro. Esta escala foi criada em 1812 pelo mineralogista alemão Friedrich Vilar Mohs com dez minerais de diferentes durezas existentes na crosta terrestre.
Atribuiu valores de 1 a 10. O valor de dureza 1 foi dado ao material menos duro da escala, que é o talco, e o valor 10 dado ao diamante que é a substância mais dura conhecida na natureza.
Esta escala não corresponde à dureza absoluta de um material. Por exemplo, o diamante tem dureza absoluta 1 500 vezes superior à do talco. Entre 1 e 9, a dureza aumenta de modo mais ou menos uniforme, mas de 9 para 10 há uma diferença muito acentuada, pois o diamante é muito mais duro que o coríndon (ou seja, que o rubi e a safira).
| Dureza | Mineral | Fórmula química       | Dureza absoluta | Imagem |
| ------ | --- | --------------------- | --------------- | ------ |
| 1      | Talco (pode ser arranhado facilmente com a unha)                                                              | Mg3Si4O10(OH)2        | 1               |        |
| 2      | Gipsita (ou gesso) (pode ser arranhado com unha com um pouco mais de dificuldade)                             | CaSO4·2H2O            | 3               |        |
| 3      | Calcita (pode ser arranhado com uma moeda de cobre)                                                           | CaCO3                 | 9               |        |
| 4      | Fluorita (pode ser arranhada com uma faca de cozinha)                                                         | CaF2                  | 21              |        |
| 5      | Apatita (pode ser arranhada dificilmente com uma faca de cozinha)                                             | Ca5(PO4)3(OH-,Cl-,F-) | 48              |        |
| 6      | Feldspato / ortoclásio (pode ser arranhado com uma liga de aço)                                               | KAlSi3O8              | 72              |        |
| 7      | Quartzo (capaz de arranhar o vidro. Ex.: ametista)                                                            | SiO2                  | 100             |        |
| 8      | Topázio (capaz de arranhar o quartzo)                                                                         | Al2SiO4(OH-,F-)2      | 200             |        |
| 9      | Corindon (capaz de arranhar o topázio. Exs.: safira e rubi)                                                   | Al2O3                 | 400             |        |
| 10     | Diamante (mineral mais duro que existe, pode arranhar qualquer outro e é arranhado apenas por outro diamante) | C                     | 1 600           |        |

A escala de dureza Mohs é usada em mineralogia; no entanto, existem outras escalas de dureza utilizadas em ciência dos materiais, tais como:
- Dureza Brinell
- Dureza Rockwell
- Dureza Rockwell superficial
- Dureza Webster
- Dureza Vickers

## Dureza intermediária
A tabela abaixo incorpora substâncias adicionais susceptíveis de serem abrangidas entre os níveis:
| Dureza  | Substância ou mineral                                                                  |
| ------- | -------------------------------------------------------------------------------------- |
| 0.2–0.3 | césio, rubídio                                                                         |
| 0.5–0.6 | lítio, sódio, potássio                                                                 |
| 1       | talco                                                                                  |
| 1.5     | gálio, estrôncio, índio, estanho, bário, tálio, chumbo, grafite, gelo                  |
| 2       | hexagonal nitreto de boro, cálcio, selênio, cádmio, enxofre, telúrio, bismuto, gesso   |
| 2.5–3   | ouro, prata, alumínio, zinco, lantânio, cério, azeviche                                |
| 3       | calcite, cobre, arsénico, antimônio, tório, dentina                                    |
| 3.5     | platina                                                                                |
| 4       | fluorite, ferro, níquel                                                                |
| 4–4.5   | aço                                                                                    |
| 5       | apatita (esmalte dentário), zircônio, paládio, obsidiana (vidro vulcânico)             |
| 5.5     | berílio, molibdénio, háfnio, vidro, cobalto, magnetita                                 |
| 6       | ortoclase, titânio, manganês, germânio, nióbio, ródio, urânio                          |
| 6–7     | quartzo fundido, pirita, silício, rutênio, irídio, tântalo, Opala, peridoto, tanzanite |
| 7       | ósmio, quartzo, rênio, Vanádio                                                         |
| 7.5–8   | esmeralda, aço temperado, tungstênio, espinela                                         |
| 8       | topázio, zircônia cúbica                                                               |
| 8.5     | Crisoberilo, Crômio, Nitreto de silício, carbeto de tântalo                            |
| 9       | coríndon, carbeto de tungstênio                                                        |
| 9–9.5   | carboneto de silício (carborundum), carboneto de titânio                               |
| 9.5–10  | boro, nitreto de boro, Rhenium diboride, stishovite, diboreto de titânio               |
| 10      | diamante, carbonado                                                                    |
| >10     | diamante nanocristalino (hyperdiamond, ultrahard fullerite)                            |